# 氫氣槍

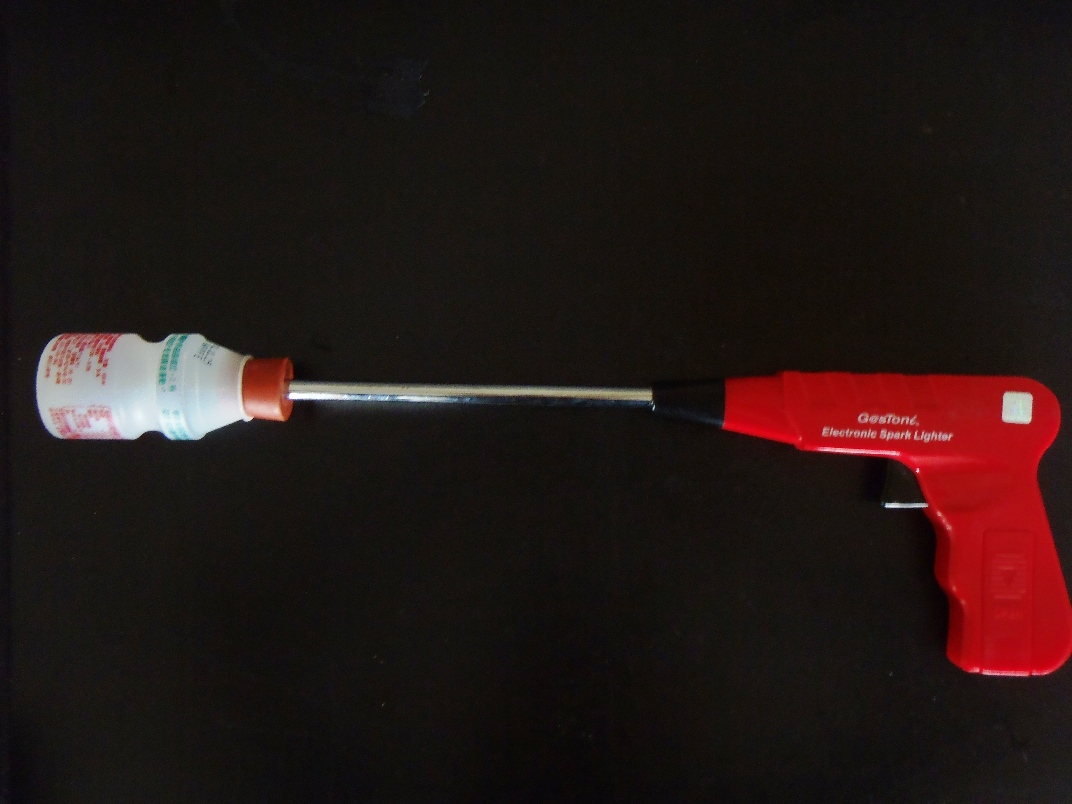
裝有氫氣之乳酸飲料瓶與高壓點火槍

氫氣槍是一種演示化學反應產生氫氣,以及用於演示氫氣與氧氣劇烈燃燒反應的科學實驗或科學玩具，
由一支高壓點火槍，橡膠塞和一個乳酸飲料空瓶所構成，能夠點燃瓶內的可燃氣体造成聲光效果。

## 氫氣製備方式

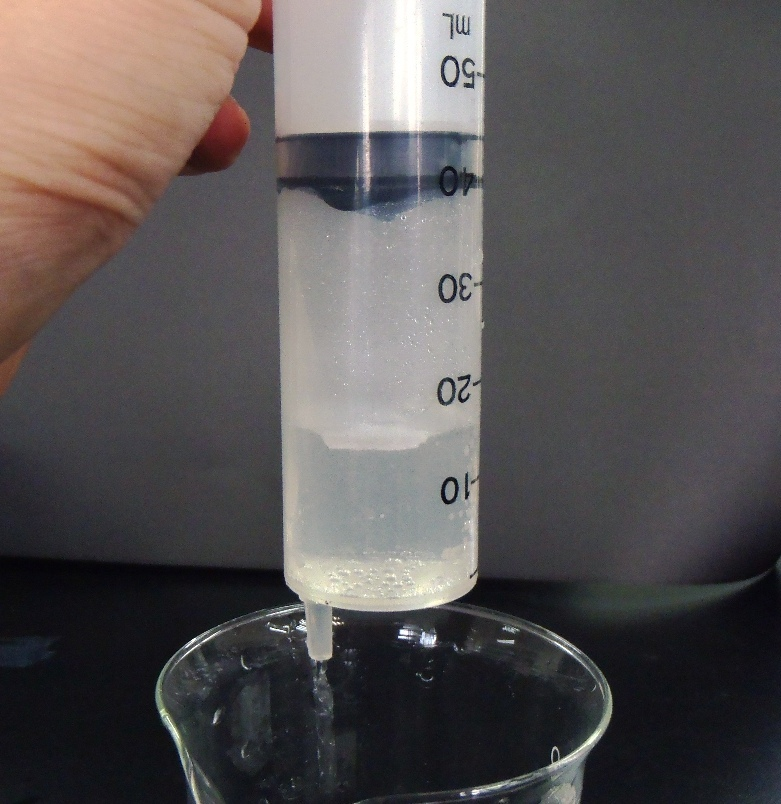
於針筒中使酸液與金屬反應產生氫氣

以金屬和酸之反應產生氫氣,酸性液體濃度約3M即可快速產生氫氣,將金屬片先放至入60ml針筒中，以該針筒抽取燒杯中的酸溶液後金屬即開始反應,反應後產生的氫氣將充滿針筒並將多餘之酸液和反應產物排出針筒外,
如右圖所示：

常用的反應如下:
Zn + H2SO4 → ZnSO4 + H2↑
Mg + 2HCl → MgCl2 + H2↑

## 氫氣裝填方式

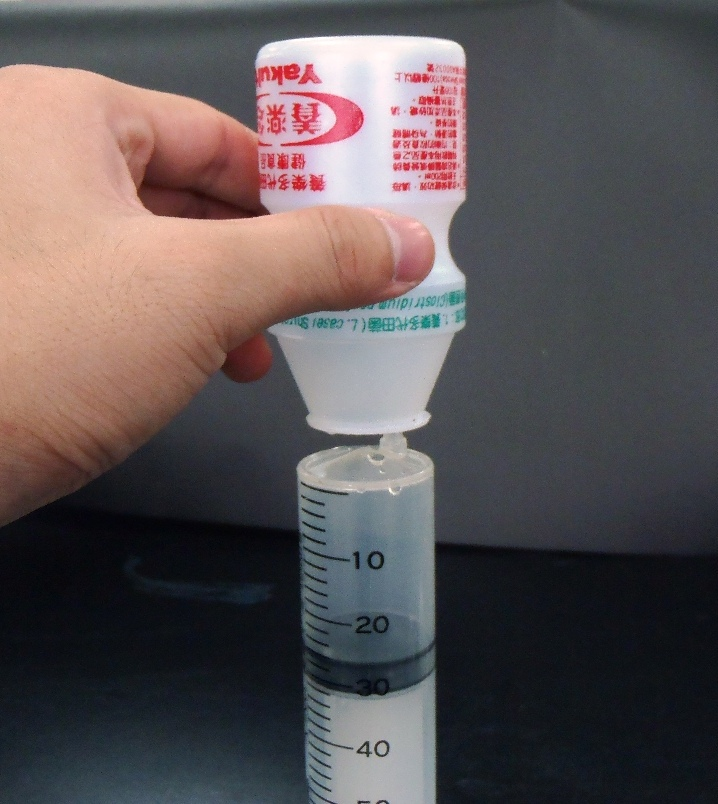
將氫氣裝入空瓶的方法

因為等壓下之氫氣比空氣密度低，因此會向上飄移，裝備時如右圖般壓縮針筒將蒐集後之氫氣向上排出至瓶口向下之乳酸飲料空瓶,並維持空瓶瓶口向下之角度將裝有橡膠塞之高壓點火槍快速封塞住瓶口。

## 使用方式

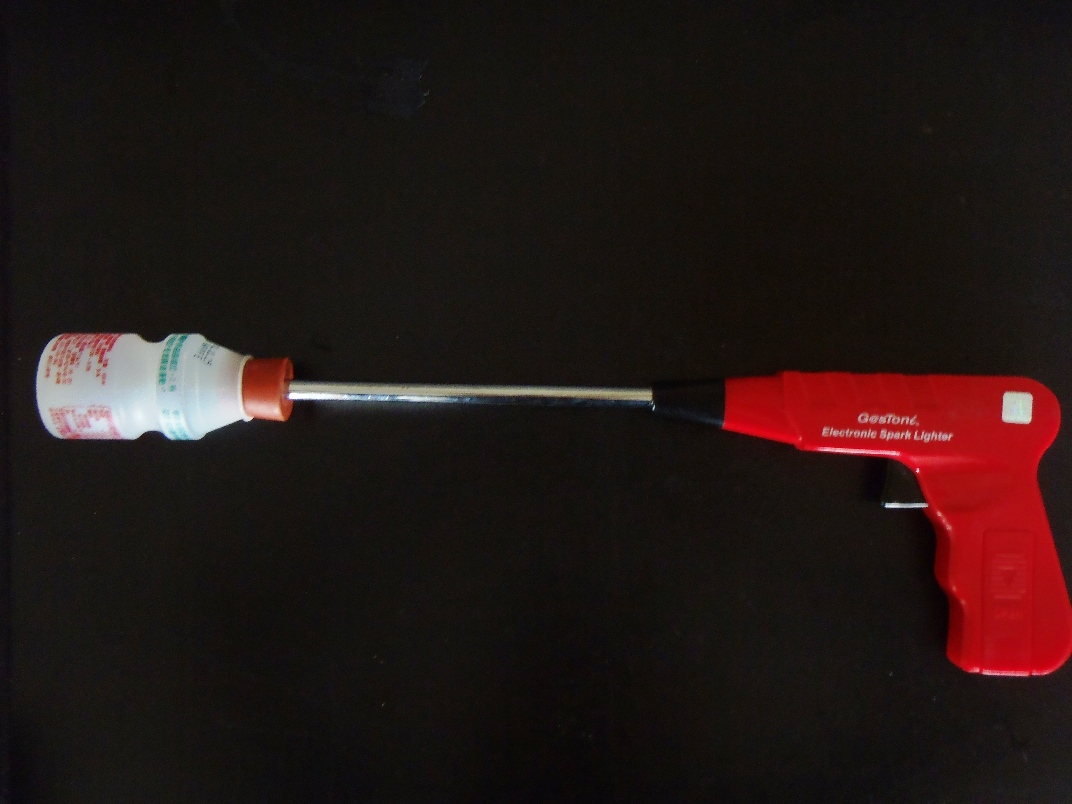
可點燃氫氣以發射瓶身之狀態

如右圖將裝有含氫氣與空氣混合物空瓶之點火槍指向無人之方向，扣下板機即可使瓶內產生爆炸並將空瓶彈出約５公尺距離。

## 安全注意事項
1. 請帶上護目鏡，避免操作過程中不慎殘留之酸液噴濺至眼睛中。
2. 爆炸聲響極大，請勿靠近耳朵點燃，以避免造成聽力受損。
3. 若需大量操作酸液，請帶上橡膠手套避免酸液腐蝕皮膚。

## 其他燃料
氫氣也可改為其他可燃氣体，例如酒精，乙炔，汽油等，若燃料為液態則滴入數滴於瓶中並封上帶軟木塞之高壓點火槍後搖晃使燃料蒸發為氣態即可。